# Вобей (Південна Дакота)
Вобей (англ. Waubay) — місто (англ. city) в США, в окрузі Дей штату Південна Дакота. Населення — 473 особи (2020).

## Географія
Вобей розташований за координатами 45°20′4″ пн. ш. 97°18′20″ зх. д. / 45.33444° пн. ш. 97.30556° зх. д. (45.334527, -97.305458).  За даними Бюро перепису населення США в 2010 році місто мало площу 3,77 км², уся площа — суходіл.

## Демографія
Згідно з переписом 2010 року, у місті мешкало 576 осіб у 242 домогосподарствах у складі 148 родин. Густота населення становила 153 особи/км².  Було 374 помешкання (99/км²).
Расовий склад населення:
| - 59,9 % — білих - 36,5 % — корінних американців - 0,3 % — азіатів |

До двох чи більше рас належало 3,3 %. Частка іспаномовних становила 2,3 % від усіх жителів.
За віковим діапазоном населення розподілялося таким чином: 26,6 % — особи молодші 18 років, 52,9 % — особи у віці 18—64 років, 20,5 % — особи у віці 65 років та старші. Медіана віку мешканця становила 43,1 року. На 100 осіб жіночої статі у місті припадало 95,9 чоловіків;  на 100 жінок у віці від 18 років та старших — 85,5 чоловіків також старших 18 років.
Середній дохід на одне домашнє господарство  становив 45 829 доларів США (медіана — 40 781), а середній дохід на одну сім'ю — 52 704 долари (медіана — 44 265). За межею бідності перебувало 36,3 % осіб, у тому числі 64,4 % дітей у віці до 18 років та 6,8 % осіб у віці 65 років та старших.
Цивільне працевлаштоване населення становило 237 осіб. Основні галузі зайнятості: освіта, охорона здоров'я та соціальна допомога — 28,7 %, мистецтво, розваги та відпочинок — 19,0 %, публічна адміністрація — 13,5 %, науковці, спеціалісти, менеджери — 9,3 %.